# Open Systems & Information Dynamics
Open Systems & Information Dynamics is een internationaal, aan collegiale toetsing onderworpen wetenschappelijk tijdschrift op het gebied van de theoretische informatica. De naam wordt in literatuurverwijzingen meestal afgekort tot Open Syst. Inform. Dynam. Het wordt uitgegeven door World Scientific namens de World Scientific Publishing Company en verschijnt vier keer per jaar.